# St. Konrad (Hemmersdorf)

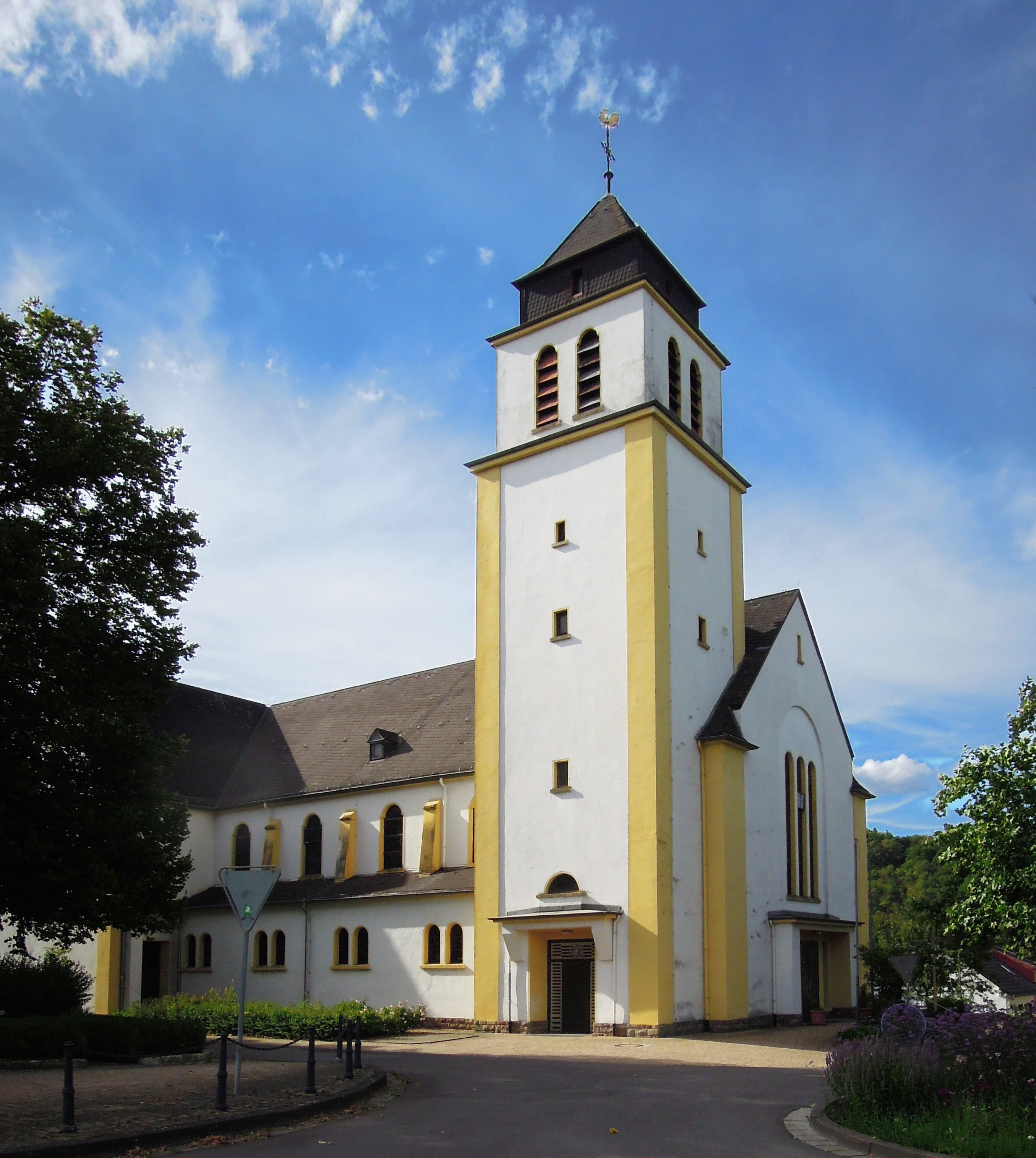
Die katholische Pfarrkirche St. Konrad in Hemmersdorf

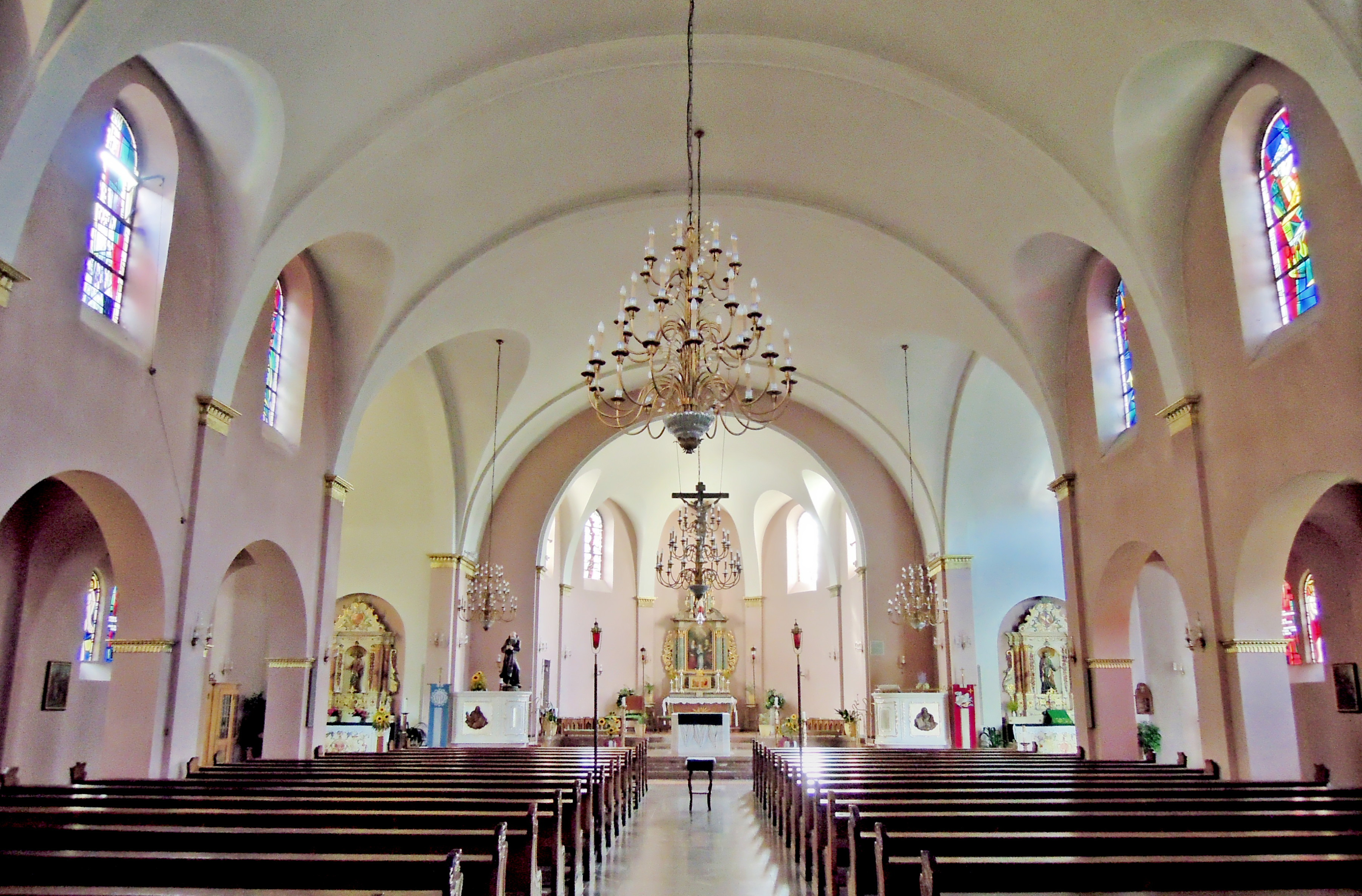
Blick ins Innere der Kirche

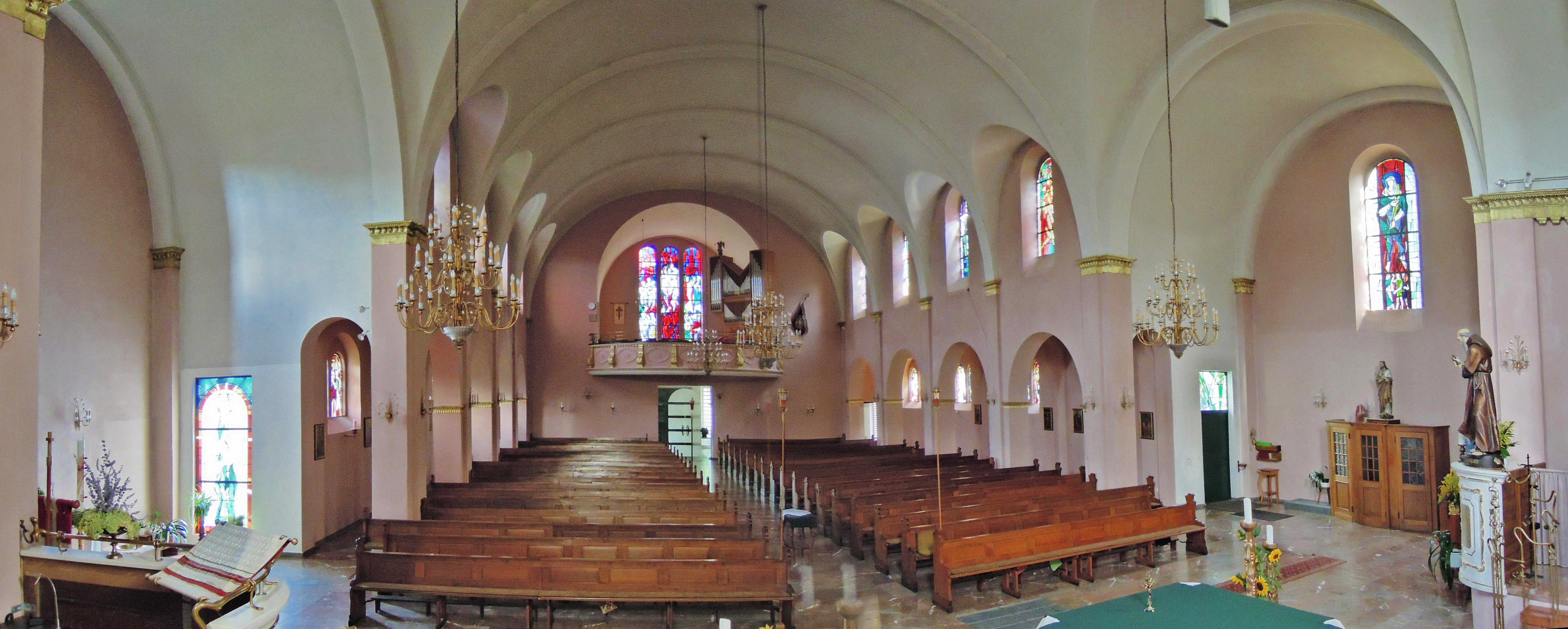
Panorama des Kircheninneren

Die Kirche St. Konrad ist eine römisch-katholische Pfarrkirche in Hemmersdorf, einem Ortsteil der saarländischen Großgemeinde Rehlingen-Siersburg, Landkreis Saarlouis. Kirchenpatron ist der heilige Konrad von Parzham. In der Denkmalliste des Saarlandes ist die Kirche als Einzeldenkmal aufgeführt.

## Geschichte
Die Kirche wurde von 1934 bis 1936 nach Plänen des Architekten Josef Monz erbaut.
Für die Ausführung der Bauarbeiten zeichneten die einheimischen Bauunternehmen Metzinger und Becker sowie zahlreiche ehrenamtliche Helfer verantwortlich. Die Grundsteinlegung erfolgte am 4. November 1934, die feierliche Einsegnung am 16. Februar 1936.
Die Sprengung einer Eisenbahnbrücke durch deutsche Pioniere zu Beginn des Zweiten Weltkrieges verursachte erhebliche Schäden an der Kirche, die aufgrund der zweimaligen Evakuierung der Dorfbevölkerung in den Jahren 1939 und 1944 erst nach Ende des Krieges behoben werden konnten.
In der Folge der Liturgiereform des Zweiten Vatikanischen Konzils wurde das Innere der Kirche in den 1960er Jahren umgebaut und neu gestaltet.
Am 29. Juni 1985 wurde im Rahmen eines Pontifikalamtes die Kirche und der Zelebrationsaltar durch den Trierer Weihbischof Alfred Kleinermeilert geweiht.
2002 erfolgte eine umfassende Renovierung von Kirche und Pfarrhaus.

## Ausstattung
Im Hauptaltar befindet sich eine Skulptur des heiligen Martin aus der Vorgängerkirche.
Die heutigen Fenster im Hauptschiff der Kirche wurden in den 1950er Jahren eingebaut. Die von dem Glasmaler Jakob Schwarzkopf entworfenen Fenster sind vom Sonnengesang des heiligen Franz von Assisi inspiriert. Die kleineren Fenster in den Seitenschiffen fungieren mit ihren bildlichen Darstellungen als Kreuzwegstationen.
Die Orgel der Kirche wurde 1970 von der Firma Hugo Mayer Orgelbau (Heusweiler) ursprünglich als Hausorgel erbaut und kam in den 1980er Jahren nach St. Konrad. Die Firma Hardt führte im Jahr 2008 einen Umbau durch. Das Schleifladen-Instrument ist auf einer Empore aufgestellt und verfügt über 9 (10) Register, verteilt auf 2 Manuale und Pedal. Die Spiel- und Registertraktur ist mechanisch.

## Glocken
Im Turm der Kirche befindet sich ein Geläut bestehend aus vier Glocken:
| Nr. | Ton  | Gewicht (kg) | Gießer, Gussort              | Gussjahr |
| 1   | e’   | 1350         | Causard, Colmar (Frankreich) | 1952     |
| 2   | fis’ | 750          | Causard, Colmar (Frankreich) | 1952     |
| 3   | gis’ | 500          | Causard, Colmar (Frankreich) | 1952     |
| 4   | h’   | k. A.        | k. A.                        | 1935     |